# Raubkammer
Die Raubkammer ist ein ungefähr 10.000 Hektar großes Waldgebiet in der Lüneburger Heide in Niedersachsen. Der Wald gehört größtenteils zum Truppenübungsplatz Munster-Nord, dessen Flächen durch das Bundesforstamt Raubkammer bewirtschaftet werden. Die Flüsschen Örtze und Ehlbeck haben hier ihr Ursprungsgebiet.

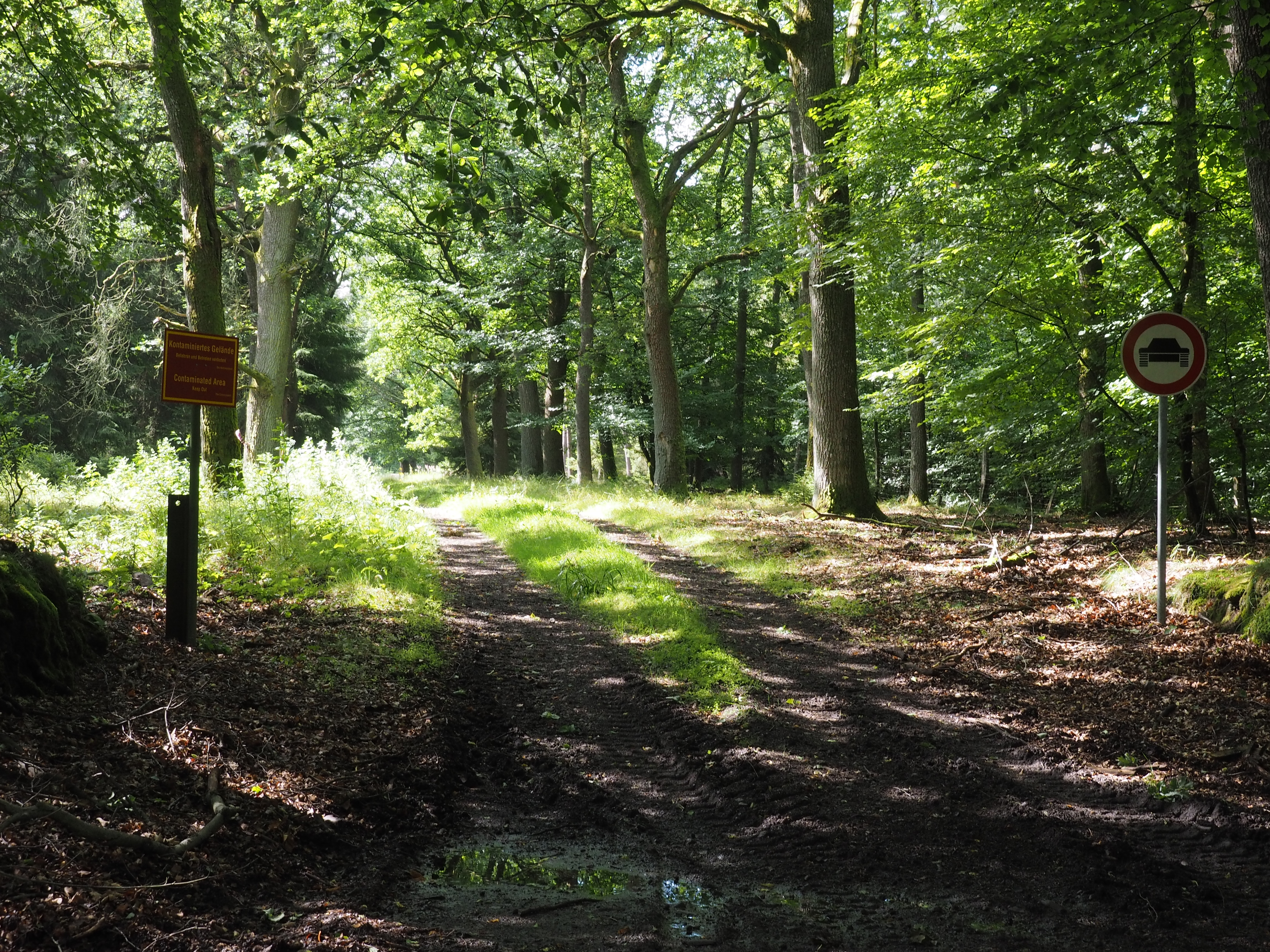
Laubwald in der Raubkammer auf dem Truppenübungsplatz Munster-Nord

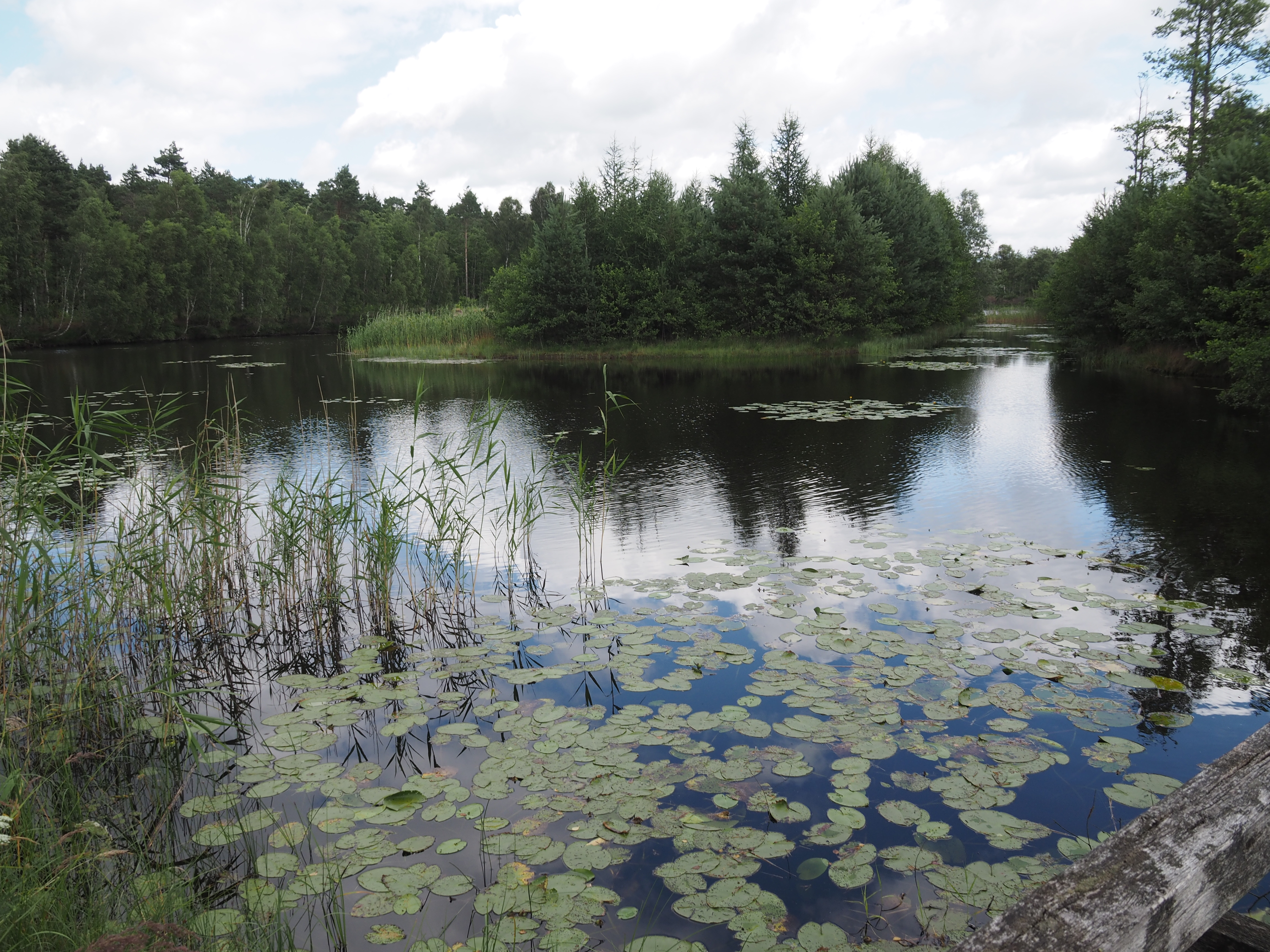
Munosee, Quellgebiet der Örtze

## Geschichte
Seinen Namen soll die Raubkammer Überfällen auf durchfahrende Händler verdanken. Der Sage nach soll der Raubritter Moritz von Zahrenhusen im Mittelalter sein Unwesen in der Raubkammer getrieben haben.
Am 29. März 1866 wurden in der Raubkammer in der Gemarkung Ehlbeck die Förster Müller von der Oberförsterei Rehrhof und Werner aus Wulfsode (heutiger Landkreis Uelzen) von Wilddieben erschossen. Die beiden Förster wurden auf dem Friedhof in Amelinghausen beigesetzt. Die Grabplatte wurde inzwischen auf das Gelände der Amelinghäuser Hippolit-Kirche verlegt. Während des Dritten Reichs kamen um 1935 große bäuerliche Waldflächen durch Ankauf und Enteignung zum Truppenübungsplatz Munster Nord. Im Juli 1939 wurde der Truppenübungsplatz Munster-Nord in Truppenübungsplatz Raubkammer und die dortige Heeresversuchsstelle in Heeresversuchsstelle Raubkammer bei Munster umbenannt.